# Красный Хутор (Чернигов)
Красный Хутор (укр. Красний Хутір) — исторически сложившаяся местность (район) Чернигова, расположена на территории Новозаводского административного района.

## История
В долине Черторыйки (при впадении левого притока в ручей: угол улиц Михайла Могилянского и Декабристов) было поселение «Красный Хутор» III—VII и XII веков. Исследования в 1997 году С. О. Сорокиным огородов усадьбы (улица Круговая, 7) позволило выявить материалы киевско-колочинских древностей (III—VII века) раннеславянского периода и гончарную керамику периода Киевской Руси (XII век). 
Решением Всеукраинского центрального исполнительного комитета в мае 1923 года хутор Красный был включён в состав города Чернигова. Хутор изображён на карте 1929 года (лист М-36-15-С), непосредственно севернее Чернигова и южнее Новых казарм и хутора Швейцаровка.

## География
Красный хутор расположено на востоке центральной части Новозаводского района Чернигова — между проспектом Мира и улицей Любечской — в долине ручья Черторыйка, впадающего в реку Стрижень. Застройка представлена только усадебной застройкой. 
Севернее (улица Казацкая) и юго-восточнее (улицы 1-й Гвардейской армии и Ивана Богуна) примыкает многоэтажная жилая застройка, западнее (улица Любечская) — территории промпредприятий (мясокомбинат, молокозавод, завод стройматериалов #2), складов и баз (маслосырбаза).

### Улицы
Основная улица — Мартына Небабы (ранее Боженко).

## Социальная сфера
Нет школ, есть детсад № 66 — улица Василия Прохорского, дом № 6

## Транспорт
Маршруты автобусов и троллейбусов проходят по проспекту Мира и улице Любечской. 